# Programmierter Unterricht
Programmierter Unterricht ist eine didaktisch-methodische Möglichkeit, Unterricht zu gestalten. Man kann ihn unter „Eigenlernen des Schülers“ einordnen. Andere methodische Möglichkeiten des Lehrers sind: Frontalunterricht, Partner- oder Gruppenarbeit, Gelenktes Gespräch, Projektorientierter Unterricht oder Projektunterricht.

## Geschichte
Der Programmierte Unterricht geht auf ein informationstheoretisch-kybernetisches Didaktik-Verständnis zurück, das mit Auguste Comte und dem von ihm begründeten Positivismus bis ins 19. Jahrhundert zurückreicht. Einen großen Einfluss hatte dabei die Bewegung des Behaviorismus, die etwa von dem Psychologen  Burrhus Frederic Skinner um die Mitte des 20. Jahrhunderts vertreten wurde. In dieser Zeit kamen verstärkt theoretische Modelle (z. B. TOTE-Modell) auf, in denen Lernen als Regelkreis, der den Gesetzen der Kybernetik folgt, verstanden wird.
Bevor die modernen Informationstechniken und die digitalen Medien in zahlreichen Anwendungsfeldern die Dominanz übernahmen, wurde Programmierter Unterricht in der Regel mit Hilfe von Lehrbüchern umgesetzt, die Lernkontrollen, Verzweigungen, individuelle Vertiefungen sowie Exkurse und sogar kleine Experimente implementierten. Man arbeitete je nach Fachgebiet mit Lernkästen, versiegelten Bilderreihen, schriftlichen Aufgabenfolgen, fotografischen Momentaufnahmen, Bewegungssequenzen, Überlegfolien, Overhead-Projektoren, Ringfilmen, Animationen und Karten zum Üben an den Stationen eines Life-Parcours.
Heute wird Programmierter Unterricht, soweit sich das fachtechnisch und didaktisch anbietet, gern durch E-Learning gestaltet. E-Learning (wörtlich: „elektronisches Lernen“) kann auf sehr unterschiedlichen Technologien basieren und in unterschiedlichen didaktischen Szenarien realisiert werden. Es bleibt aber, weil sich auch hier Mängel zeigen, nur eine von einer Reihe sinnvoller Realisierungsformen des Programmierten Unterrichts.

## Prinzip
Beim Programmierten Unterricht handelt es sich um ein individuelles Lernen, bei dem sich der Schüler mit Hilfe eines Lernprogramms ein Thema im Rahmen der sogenannten programmierten Unterweisung möglichst selbstständig erarbeitet. Durch das Annähern an das vorgegebene Lernziel in vielen kleinen Schritten soll das Lernen dem einzelnen Schüler individuell angepasst werden. Das heißt, es kann auf seine persönliche Lernzeit, seinen Wissensstand, seine Fähigkeiten eingegangen werden. Beim Erreichen jedes Zwischenziels erfolgt eine Erfolgskontrolle. Erst wenn er diese erfolgreich abschließt, darf der Lernende zum nächsten Lernziel fortschreiten, was gleichzeitig eine Belohnung darstellt.
Das extreme wissenschaftstheoretische Konzept des Behaviorismus, wie es vor allem von Skinner propagiert wurde, versuchte die Operationalisierung der Lernvorgaben im didaktischen Bereich nach naturwissenschaftlichen Maßstäben zu optimieren. Dies konnte den andersartigen Strukturen im geisteswissenschaftlichen Feld nur in Teilbereichen und nur sehr bedingt gelingen und führte zu einer exzessiven technokratischen Handhabung, die dem Sinn der Lernkontrollen nicht mehr gerecht wurde. Gewisse pädagogische und psychologische Lernziele, etwa die Veränderung von Motivationen und Verhaltensweisen oder das Wachsen von Problembewusstsein, entziehen sich außerdem weitgehend einer mathematischen Mess- und Erfassbarkeit.

## Beispiele nach Fachgebieten
Der österreichische Sportwissenschaftler Friedrich Fetz hat sich schon früh in Forschung und Lehre damit auseinandergesetzt, wie im Breiten- und Leistungssport die individuelle Leistungsfähigkeit auch ohne aufwendige teure Apparaturen mit Hilfe von einfachen Lernprogrammen gefördert werden kann. Ihre Möglichkeiten und Grenzen für Sportarten wie das Gerätturnen, die Leichtathletik, das Tennisspiel oder den Schwimmsport wurden in der Sportpädagogik viele Jahre  intensiv diskutiert.
Das in den 1990er Jahren entstandene Karlsruher 12-Schritte-Programm kann als  Beispiel dafür dienen, wie entsprechend geschulte Lehrkräfte mit Hilfe eines Lernprogramms Schulanfänger in das elementare Verhalten als Fußgänger auf dem Schulweg begleiten können. Es bietet eine methodische Alternative zum belehrenden Unterricht in der Verkehrserziehung. Sein didaktischer Vorteil besteht darin, dass es keine vorher festgelegten Patentantworten für angemessenes Verkehrsverhalten bietet, sondern solches beobachtend, reflektierend und kommunizierend von den Lernenden selbst erarbeiten lässt.
Vor allem in den Theoriefächern haben sich mit dem Aufkommen des Computerzeitalters heute typischerweise E-Learning-Programme dieser Lehr- und Lernform angenommen. Ihre Möglichkeiten sind etwa unter den Stichworten Lerntechnik, Lerncomputer, Lernplattform, Lernen mit bewegten Bildern, Lernstrategie, Lern- oder Unterrichtssoftware näher ausgeführt.

## Formen und Voraussetzungen
Der Pädagoge Heiner Schmidt hat schon 1973 die zwischen 1945 und 1972, also in der didaktischen Aufbauphase nach dem Zweiten Weltkrieg in Büchern und Sammelwerken verstreuten Materialien zum Programmierten Unterricht zusammengestellt und bearbeitet.
Ob Bücher, Karten, Folien, Lernmaschinen, die e-Technologie oder andere Hilfsmittel und Organisationsformen im Schulbetrieb sinnvoller eingesetzt werden, ist wesentlich von der Struktur des jeweiligen Fachgebiets und von den zur Verfügung stehenden Lehr- und Lernmaterialien vor Ort abhängig. Ob lineare Standardprogramme oder verzweigte Mehrwegprogramme zum Einsatz kommen, hängt von Faktoren wie dem Lernstand, dem Alter, der Entwicklung und Motivation der Lernenden, aber auch von der Homogenität oder Inhomogenität der Lerngruppe ab und dem daraus folgenden Aufwand, den sich die Lehrkraft arbeitstechnisch leisten kann. Stark inhomogene Lerngruppen können den Einsatz der Methode für alle oder Teile der Lerngemeinschaft unmöglich machen und das flexiblere traditionelle lehrergestütztes Lernen erzwingen. Hinzu kommt, dass Programmlernen als Methode und die Gestaltung eines Programmierten Unterrichts von Lehrenden wie Lernenden selbst erst erlernt werden müssen, um Lernerfolge erzielen zu können, dass diese Unterrichtsform also einer didaktischen Erfahrung einerseits und einer gewissen Lernreife andererseits bedarf.

## Vor- und Nachteile
Die Vorteile dieser Unterrichtsform ergeben sich z. B. daraus, dass jeder Schüler sein individuelles Lerntempo wählen kann. Begabte Schüler werden so besser gefördert. Die Methode eröffnet aber auch weniger begabten Schülern die Möglichkeit, den Stoff in ihrem eigenen Tempo zu erarbeiten. Schüler bleiben dadurch nicht „auf der Strecke“, weil Schritte noch einmal wiederholt werden können, falls ein Zwischenziel noch nicht erreicht wird. Sie hat den Vorteil, dass sie relativ schnell zu Lernerfolgen führt, etwa im Wissens- und Könnensbereich. Die Sicherheit im Straßenverkehr darf sich nach Warwitz nicht über die Methode „Versuch und Irrtum“ aufbauen und sportliche Techniken sind beim Einschleifen von Fehlern nur schwer wieder korrigierbar. Beide benötigen eine schnelle und sichere Wegweisung, wie sie ein gutes Programm leisten kann.
Die Nachteile lassen sich folgendermaßen umreißen: Die Motivation des Schülers, das Thema selbstständig zu bearbeiten, muss gegeben sein. Es müssen gut aufbereitete, attraktive Programme und Materialien zu dem jeweiligen Thema zur Verfügung stehen. Soziale Kontakte, produktive Diskussionen und unterrichtsbelebende persönliche Beispiele fehlen bei dieser Methode. Was als Vorteil gedacht ist, die individuelle, selbstständige Erarbeitung des Lernstoffs, kann sich auch als Nachteil erweisen: Wenig selbstbewusste ängstliche Schüler können sich ohne Kontakt zu anderen Schülern eingeengt und allein gelassen fühlen. Dies kann zu Demotivation führen. Motivation ist jedoch ausschlaggebend für den Erfolg dieser Methode.

## Kritik und Gegenkritik
Programmiertes Lernen findet eher in den naturwissenschaftlichen Fachgebieten seine Anhänger, in den Geisteswissenschaften dagegen eher seine Kritiker.
Schon in den 1970er-Jahren, als Programmierter Unterricht noch weitestgehend über Bücher und Lernkarten und nicht mit Computerprogrammen stattfand, wurde er zum Beispiel durch den Pädagogen Herwig Blankertz kritisiert. Programmiertes Lernen wurde als Gängelung diskreditiert, weil es nur bestimmte, vorgegebene Lösungen zulasse und die Kreativität des Lernenden und seine Eigeninitiative und Problemlösekompetenz begrenze. Außerdem – so wurde bemängelt – vereinzele es den Schüler und lasse das Teamlernen zu kurz kommen. Dies betreffe vor allem die unselbstständigen und schwächeren Schüler, die zum Lernen den Lehrer brauchen, erheblich.
Die Kritik der Gängelung trifft jedoch nur auf Programme zu, die in ihren Vorgaben alternativlose Lösungen vorsehen, nicht auf Programme, die auch eigenständige Lösungen zulassen. Sie trifft nur zu, wenn Programmiertes Lernen zu stark in den Vordergrund gerückt und nicht als nur eine Vorgehensweise im Spektrum der didaktischen Vielfalt gesehen und praktiziert wird. Als einzige Methode eingesetzt, ist sie zu einseitig und wird der Komplexität der Lernprozesse und Schülerinteressen nicht gerecht. Sie ist so von der Unterrichtslehre aber auch nicht vorgesehen. Im Rahmen des Mehrdimensionalen Lernens stellt sie eine nützliche Alternative dar. Eine Kritik, die sich ihrerseits wiederum in Einseitigkeiten verfängt, wird der Lernmethode nicht gerecht:  Das moderne e-Lernen  eignet sich sehr gut zum Aufarbeiten eines gefestigten Wissensbestandes in den Theoriefächern oder zum Einüben von Bewegungsfertigkeiten, die keine Fehlerstrukturen erlauben, wie etwa im Hochleistungssport oder der Technik. Und es eignet sich für bereits in selbstständiges Lernen eingeführte Schüler. Es eignet sich kaum für das Entwickeln von Problembewusstsein, Kreativität, Teamfähigkeit und kooperativem Handeln.
Heute gestaltet sich die Kritik auch in Form der Kontroverse über reines, maschinenbasiertes E-Learning einerseits und Blended Learning andererseits. Blended Learning oder Integriertes Lernen bezeichnet eine Lernform, die eine didaktisch sinnvolle Verknüpfung von traditionellen Präsenzveranstaltungen und modernen Formen von E-Learning anstrebt. Das Konzept verbindet die Effektivität und Flexibilität von elektronischen Lernformen mit den sozialen Aspekten der Face-to-Face-Kommunikation sowie ggf. dem praktischen Lernen von Tätigkeiten. Bei dieser Lernform werden verschiedene Lernmethoden, Medien sowie lerntheoretische Ausrichtungen miteinander kombiniert.

## Résumé
Das Programmlernen hat nach der Unterrichtslehre nur eine bedingte Bedeutung im Rahmen der vielfältigen einer gut ausgebildeten Lehrkraft heute zur Verfügung stehenden didaktischen Möglichkeiten. Modernes Lernen kann effektiv und abwechslungsreich gestaltet werden, wenn diese Möglichkeiten gekannt und genutzt werden. Programmierter Unterricht eignet sich insbesondere für Lehrinhalte mit eindeutigem und klarem Faktenwissen, weniger dagegen für die Vermittlung von sogenannten Soft Skills. Soft Skills umfassen persönliche, soziale und methodische Kompetenzen. Damit beschreiben sie überfachliche Qualifikationen, die sich – im Gegensatz zu den fachlichen Fähigkeiten, den Hard Skills –  schwieriger überprüfen und kaum operationalisieren lassen.
Medien sind nur zu einem geringen Teil für den Lernerfolg ausschlaggebend. Deshalb kann nicht vereinfachend von einem effizienteren Lernen durch E-Learning gesprochen werden. Neuere Methoden sind nicht automatisch die besseren. Computergestützter Unterricht kann die traditionellen Bildungsformen, Maschinen können die lebendige Lehrkraft nach dem Erkenntnisstand der heutigen Didaktik nach wie vor nicht ersetzen. (Diese Erkenntnis wird unter anderem durch die sogenannte „Hattie-Studie“ gestützt.) E-Learning ist lediglich als eine sinnvolle Unterstützung im Lernprozess zu sehen. Programmierter Unterricht erweist sich nur für bestimmte Sachgebiete und Zielsetzungen als förderlich. Ein guter Unterricht hat das breite Spektrum didaktischer Möglichkeiten im Blick, wozu etwa auch die sehr viel anspruchsvolleren und komplexeren Vermittlungsformen wie der Projektorientierte Unterricht oder der Projektunterricht zählen.